# Gare de Saulxures
Gare de Saulxures vasútállomás Franciaországban, Saulxures településen.

## Vasútvonalak
Az állomást az alábbi vasútvonalak érintik:
- Strasbourg–Saint-Dié-vasútvonal

## Kapcsolódó állomások
A vasútállomáshoz az alábbi állomások vannak a legközelebb:
- Gare de Bourg-Bruche
- Gare de Saint-Blaise-Roche-Poutay